# Constitución de Kirguistán

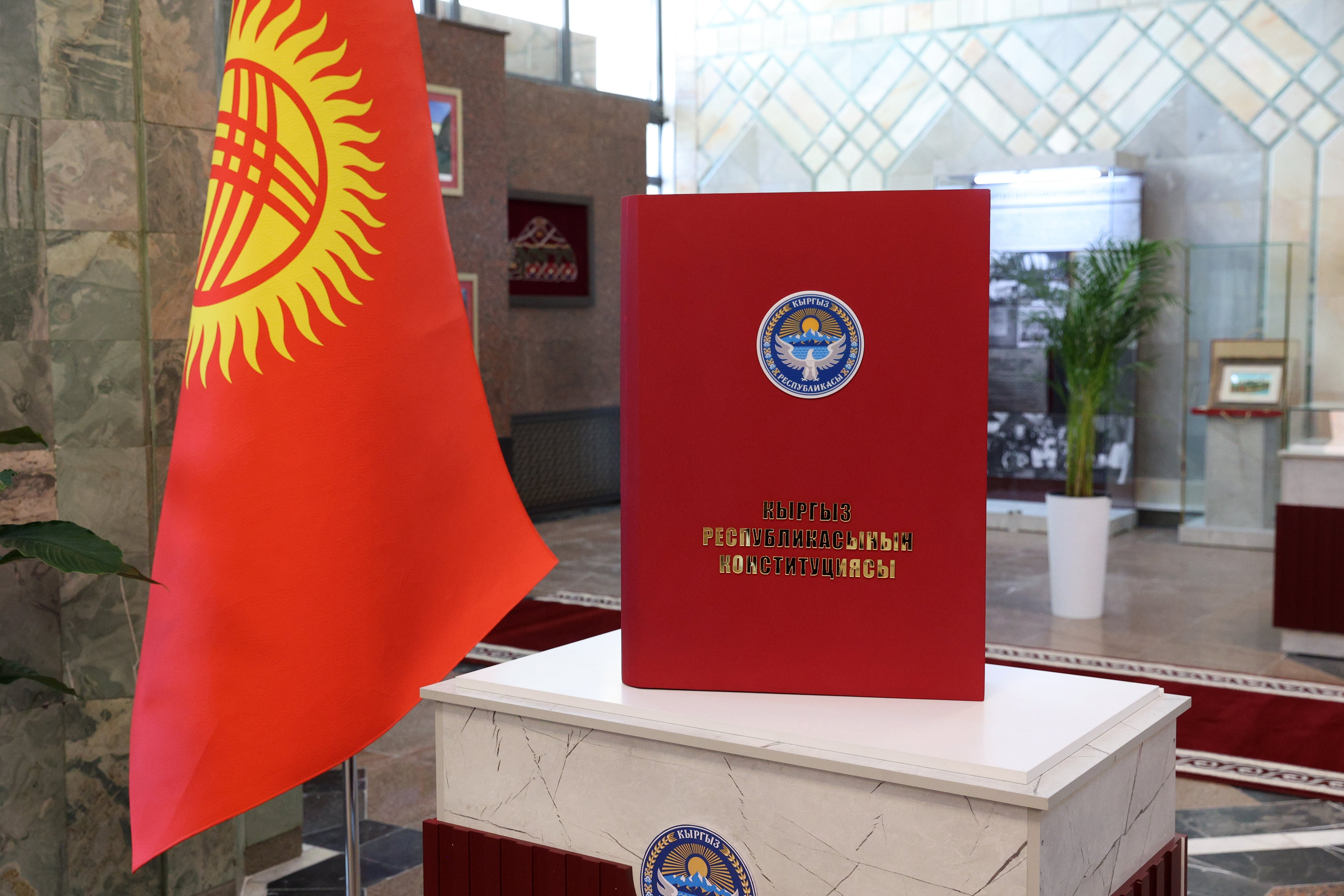
Imagen de la constitución de Kirguistán, junto a la bandera.

La actual Constitución de Kirguistán fue aprobado tras un largo referéndum realizado el 27 de junio de 2010, reemplazando a la constitución de 1993. Entre sus principales cambios incluyeron mayores atribuciones al poder legislativo, reduciendo el poder históricamente fuerte del Presidente. A pasar de ello, la constitución tiene fuertes similitudes con sus predecesoras.

## Aprobación
El referéndum fue aprobado con el 90% de los votos, con una participación electoral del 70%, a pesar de que 400.000 personas, mayoritariamente de la etnia uzbeka, habían huido de la violencia étnica en el sur del país, quienes no pudieron regresar ni ejercer su voto.  Esta carta magna reemplazó a la constitución de 1993.
La constitución reemplazó inmediatamente a la anterior tras publicarse los resultados electorales, a pesar de que según el protocolo, las secciones limitadas no entraron en vigor hasta más adelante
A pesar del riesgo de que su regencia fuese ilegítima tras la reciente violencia, no hubo registros de importancia sobre posible caso de enfrentamientos o fraude durante las elecciones.  Organizaciones internacionales de monitoreo como la Organización para la Seguridad y la Cooperación en Europa aprobaron el referéndum y su resultado.  Previo a las elecciones, el gobierno difundió panfletos en Biskek, capital de Kirguistán, llamando a los ciudadanos a mantener la calma y tener en cuenta el futuro del país.
El apoyo hacia la nueva constitución fue muy fuerte en todo el país y sus principales grupos étnicos, a pesar de que hubo una participación electoral levemente inferior en el sur del país y de que algunos sectores temían de que un gobierno parlamentario iba a ser más débil que el sistema presidencialista .
Previo a la redacción del documento, se recibió información de la Comisión de Venecia, quién más tarde declararon sentirse complacidos con los resultados.
Tras el proceso, el entonces Presidente de Rusia Dmitriy Medvedev, declaró sentirse preocupado por el hecho de que los resultados podrían causar inestabilidad y volatilidad, tras el avance de grupos extremistas.

## Impacto
La constitución legisló un cambio en la política del país tras sustituir el sistema presidencialista hacia un sistema parlamentario,  reduciendo el poder del Ejecutivo.  Los últimos dos presidentes del antiguo Kirguistán bajo el antiguo sistema, Askar Akáyev y Kurmanbek Bakíev, fueron derrocados por medios de revueltas populares.
Bajo la nueva constitución, el presidente ejerce un solo período de 6 años y no puede volver a ser reelegido. A pesar de que el presidente tiene menos atribuciones que antes, la presidencia no es un cargo simbólico, como suele pasar en la mayoría de los gobiernos parlamentarios de otros países.  El presidente tiene poder de veto y la capacidad de nombre a los jefes de cuerpos estatales.
La constitución limita que cualquier partido político tenga un máximo de 65 de los 120 escaños en el parlamento como una manera inusual de limitar la concentración de poder.  Además, los partidos políticos no pueden ser fundados bajo motivos étnicos ni religiosos, y se prohíbe la militancia de policías, fuerzas armadas y del poder judicial en partidos políticos.
El documento menciona de manera significativa los derechos humanos en Kirguistán, particularmente en la sección dos.  Declara que todos los hombres y mujeres son iguales y se prohíbe cualquier tipo de discriminación en el Artículo 16.  Los derechos de los prisioneros se describen en el Artículo 20, incluyendo la prohibición de la pena de muerte y de toda clase de tortura.

## Pérdida del texto original
En 2016, mientras se estaban considerando varias reformas para la constitución, los funcionarios de gobierno no pudieron localizar el documento original. La oficina del Presidente Almazbek Atambáyev afirmó que el documento lo poseía el Ministerio de Justicia, mientras que éste declaró que en realidad lo tenía la Administración Presidencial. La oficina del Presidente finalmente reclamó que jamás hubo una copia original de la constitución,  y que simplemente se reimprimió en los periódicos cuando fue aprobado en 2010.

## Contenido
La constitución está dividida en 9 secciones que comprenden 114 artículos separados.  Las secciones, las cuales están estructurados de un modo similar a la antigua constitución son:
1. Fundaciones de orden constitucional
2. Los derechos y libertades del hombre y el ciudadano
3. Presidente de Kirguistán
4. Autoridad legislativa de la República de Kirguistán
5. Poderes ejecutivos de la República de Kirguistán
6. Poderes judiciales de la República de Kirguistán
7. Otras agencias de gobierno
8. Autogobierno local
9. Cómo realizar cambios en esta constitución

Además,  hay una última sección que detalla la implementación de la constitución, incluyendo la fecha de su vigencia, la anulación de la constitución anterior, y la creación de un gobierno interino.